# Port de commerce de Port-la-Nouvelle
Le port de Port-la-Nouvelle est le troisième port de commerce français de la Méditerranée, situé sur la commune de Port-la-Nouvelle dans l'Aude.

## Histoire
Il est relié en 1780 au canal du Midi par le canal de la Robine.
Il est géré depuis 1948 par la Chambre de commerce et d'industrie de l'Aude. 
Le port de commerce est la propriété de la région Occitanie de 2007 a mai 2021.
La construction d'un extension du port est en cours depuis début 2018 pour une fin des travaux prévue en 2024 par Bouygues Travaux Publics, le coût estimé à 240 millions d'euros,,.
Le port régional va être géré par une société d'économie mixte à opération unique (Semop) public-privé à partir de mai 2021, premier cas pour un port de commerce français. Le groupement d'entreprises Nou Vela est l'actionnaire majoritaire (51 %) de cette entité qui assurera l'aménagement, l'exploitation, la gestion et le développement du port de commerce de Port-la-Nouvelle pour une durée de quarante ans.
La région Occitanie a voté la constitution de cette Semop. « Nou Vela » regroupe des entreprises de pointe du secteur des énergies renouvelables et des activités portuaires : les belges DEME Concessions et Euroports Group BV, l'opérateur Qair (éoliennes en mer flottantes), le fonds financier Epico et la CCI de l'Aude. A ses côtés, la région Occitanie, qui assurera la présidence du conseil d'administration, sera présente à hauteur de 34 %, et la Banque des Territoires à hauteur de 15 %.
Le port Port-la-Nouvelle,qui estime avoir 1,8 million de tonnes de trafic en 2020 compte se spécialiser dans les éoliennes en mer flottantes et dans l'hydrogène vert alors que le port est historiquement positionné sur l'import de pétrole et l'export de céréales (ce dernier trafic étant en chute libre depuis 2010). L'infrastructure souhaite aussi se repositionner comme un pôle de vracs solides et de marchandises dans l'hinterland de Toulouse, et comme un pôle de vracs liquides, en développant l'acheminement de biocarburants et des carburants de nouvelle génération. Des projets industriels liés à ces nouveaux trafics devraient voir le jour, les investisseurs belges amenant leur réseau international et leur expérience dans la gestion de terminaux portuaires.
La Semop reprendra les travaux en cours. Une première tranche, démarrée en 2019, prévoit la construction des digues d'un nouveau bassin et un quai de 250 mètres, qui doit accueillir à partir de 2021 les premiers flotteurs d'éoliennes en mer flottantes en Méditerranée.
futur-port
La seconde tranche, livrable pour 2024, prévoit deux nouveaux quais d'un tirant d'eau de 14,5 mètres, d'une jetée pour le déchargement des vracs liquides et de postes à quai permettant le démarrage des parcs commerciaux d'éoliennes en mer en 2025. L'objectif est de créer environ 150 emplois.

## Économie
Le port est surtout utilisé pour les importations de produits pétroliers et dans l’exportation de céréales.